# Cine (banda)
Cine foi uma banda brasileira de música pop, formada em 2007, na cidade de São Paulo. Composta por cinco integrantes: DH Silveira (vocais), Pedro Caropreso (teclados), Danilo Valbusa (guitarra rítmica), Bruno Prado (Baixo) e David Casali (bateria). O nome da banda era originalmente Without Shoes e interpretava principalmente músicas no idioma inglês e covers.
Em 2009, foram contratados pela Universal Music e lançaram seu primeiro álbum de estúdio, Flashback!, focando-se em um estilo teen pop e pop rock com canções sobre romantismo, direcionadas ao um público adolescente. O trabalho extraiu o single, "Garota Radical", que alavancou a popularidade da banda e os tornaram expoentes na popularização do movimento conhecido como "colorido". Em 2010, chega as lojas o primeiro e único DVD da banda, As Cores, trazendo como single a faixa de mesmo nome, "As Cores", que ganhou grande destaque nas rádios. Em 2011 chega às lojas seu segundo álbum de estúdio, Boombox Arcade, apresentando grande influência de electropop em sua sonoridade, deixando de lado o apelo teen pop, tendo retirado ainda a canção "#Emchoque". Em 2013 a banda lança seu primeiro EP, Verano, que viria a ser o último trabalho antes de anunciarem a separação, focando em fundir uma mistura de pop e synthpop em composições mais adultas. Trazendo "Se Eu Pudesse" e "Deixa Chover" como últimos singles. Em 2016, foi anunciado o hiato da banda, na pagina oficial da grupo no Facebook, para que cada integrante possa vim a dedicar-se as suas atividades profissionais individualmente.

## Carreira

### 2007—08: Formação e primeiroEP

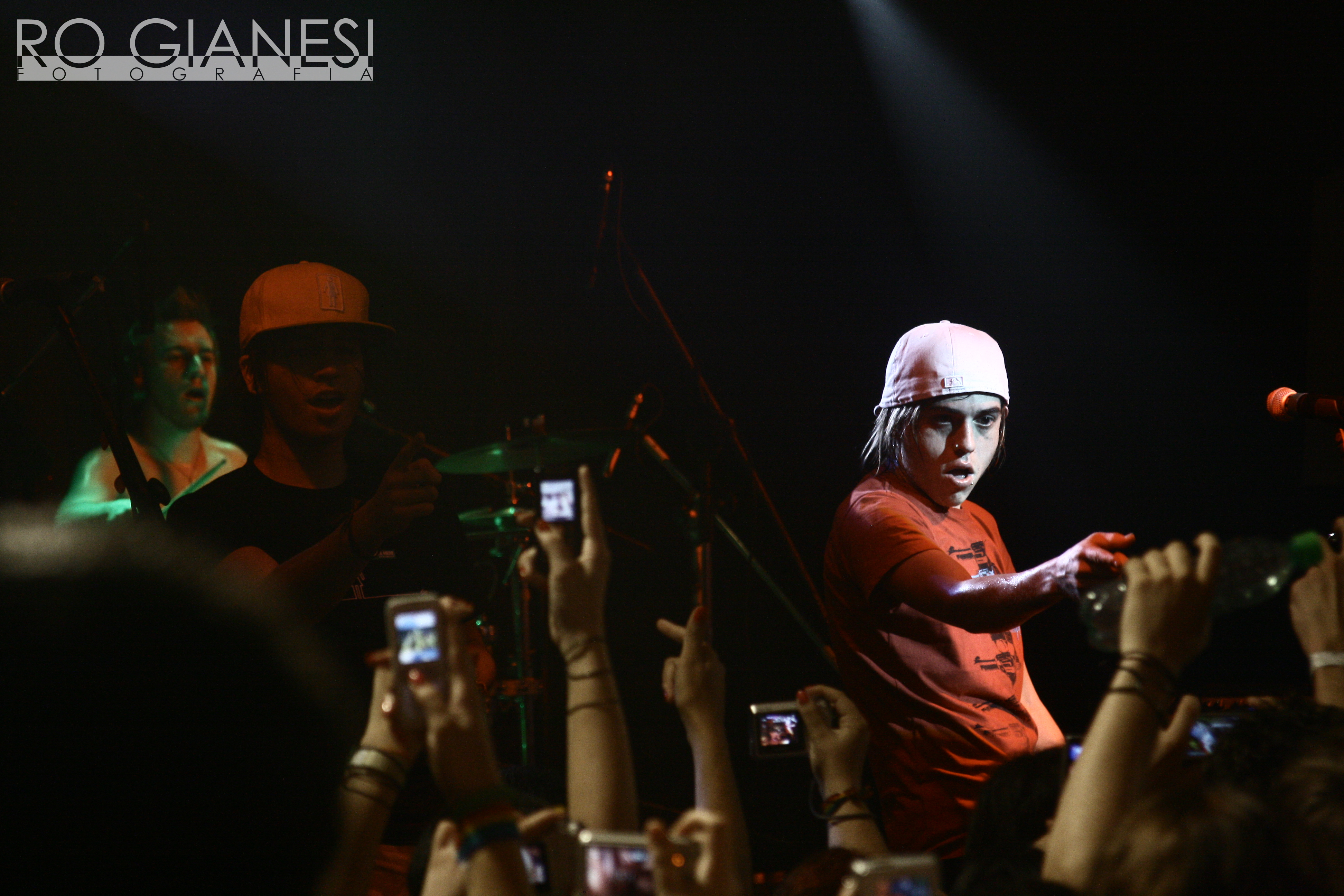
Cine em 2009.

A primeira formação da banda era chamada de Without Shoes composta por amigos de escola. No início do Cine em março de 2007, a banda focava no estilo acústico e paralelo.
O primeiro trabalho da banda foi o lançamento do extended play (EP) 80's em 2008 de selo próprio para promover o lançamento do primeiro álbum de estúdio que estava programado para ser lançado em janeiro de 2009. Diego explicou que o álbum tem influência das músicas dos anos 80 e complementou dizendo, "nossa proposta é um rock moderninho com efeitos e batidas eletrônicas." Foi lançado também como promoção do disco o videoclipe da canção "Dance e Não se Canse". Segundo Diego, o trabalho foi divulgado em vários sites na internet, "divulgávamos nosso trabalho pelo fotolog, MySpace e todos os veículos de comunicação da internet que estavam ao nosso alcance". Neste trabalho, eles foram nomeados como primeira banda a conseguir mais de um milhão de execuções no MySpace e ganharam o título de página mas visitada do ano de 2009 no site.

### 2009—10:Flashback!,As Cores ao vivo
Prestes a lançar o álbum de estúdio, a banda anunciou a contratação pela Universal Music em março de 2009 para a produção e distribuição do disco pelo selo Mercury Records. Em maio de 2009, o Cine foi a banda de abertura dos shows de Jonas Brothers e McFly no Brasil. Em 16 de junho de 2009, foi lançado o primeiro álbum de estúdio, intitulado de Flashback! com composições e produções próprias dos integrantes da banda. O título do álbum vem em menção a volta dos anos 80. Composta por 13 faixas, teve três singles, "Se Você Quiser", "A Usurpadora" e "Garota Radical" o primeiro e mais bem sucedido do álbum, alcançando a quadragésima posição na tabela Brasil Hot 100 Airplay da Billboard Brasil e mais de 10 milhões de visualizações no Youtube. A canção também foi selecionada como trilha sonora da telenovela Bela, a Feia da Rede Record. A banda foi a vencedora no VMB de 2009 da MTV Brasil e no Prêmio Multishow de Música Brasileira, ambas na categoria Banda revelação.

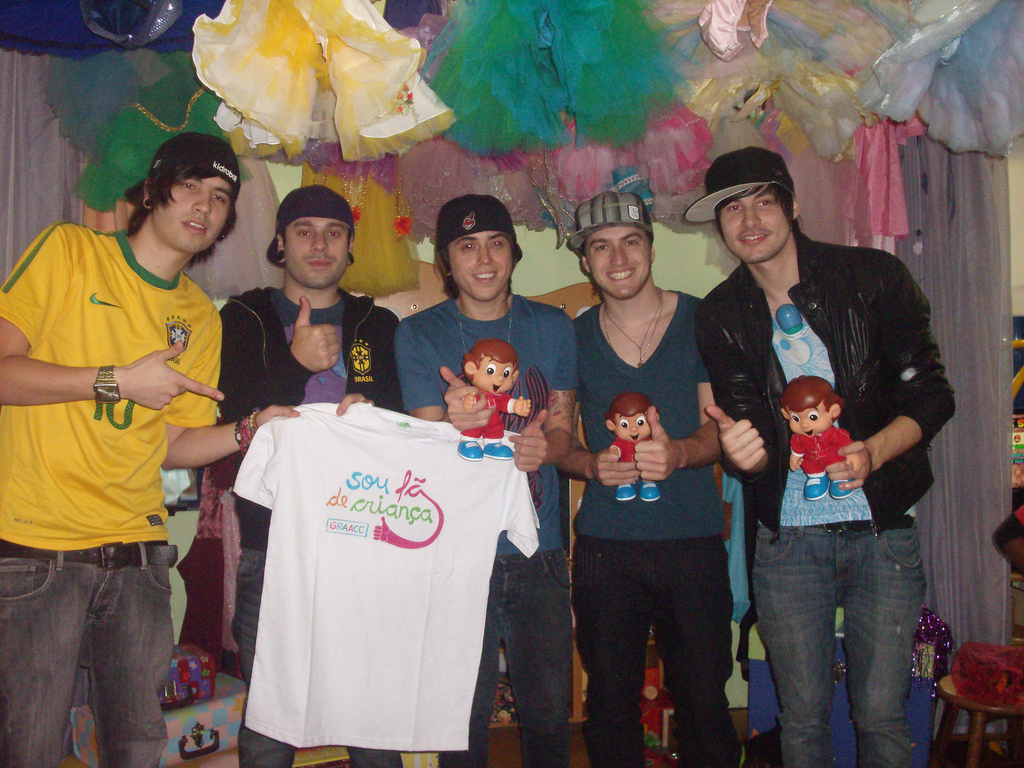
A banda em uma ação filantrópica em 2010.

Em 25 de abril de 2010, a banda gravou o primeiro DVD da carreira no HSBC Brasil, em São Paulo, lançado em 14 de setembro de 2010. Foi no DVD que se gravou, também o clipe do novo single da banda "As Cores" em versão acústica e foi lançado mais três músicas inéditas. No decorrente ano ganhou o Prêmio Multishow na categoria de Banda do Ano.

### 2011—16:Boombox ArcadeeVerano
Em 22 de novembro de 2011 foi lançado o álbum Boombox Arcade. Ele foi precedido pelo single "#Emchoque", o álbum rendeu mais um single, "Nunca Ninguém Morreu de Amor". Em outubro de 2011, eles foram uma das atrações da primeira edição do Z Festival, que também contou com a presença de Justin Bieber, The Wanted e Cobra Starship. Em 22 de fevereiro de 2013 foi lançado o primeiro EP da banda, Verano que possui os singles "Praia e Sol" com participação da Turma do Pagode, "Quer Saber?" e "Se Eu Pudesse", em parceria com os amigos MP Brows. No EP também houve uma música gravada com o MC Guimê - "A Noite Inteira". A banda fez trabalho de divulgação do EP no festival South by Southwest, em Austin, Texas no dia 15 de março de 2013.
No dia 14 de setembro de 2014, o vocalista da banda, Diego Silveira (DH) foi confirmado como um dos participantes da sétima temporada do reality show A Fazenda, concorrendo ao prêmio de 2 milhões de reais. Antes disso, existiam especulações de que o cantor faria parte da atração, mas com nada confirmado. Após 3 meses de confinamento, no dia 10 de dezembro, aconteceu a grande final, onde o vocalista disputava com Babi Rossi e Heloísa Faissol. Heloísa ficou com o 3º lugar, Babi em segundo e Diego se tornava o mais novo milionário naquela noite. Em 2016, três anos após seu último lançamento, foi anunciado o fim do grupo através de sua página oficial no Facebook, para que os integrantes pudessem se dedicar a projetos individuais.

### 2023: Reencontro
Em julho de 2023, a banda anunciou que faria dois shows de reencontro, sendo um deles a despedida oficial que nunca havia acontecido, ambos no festival Replay Festival; realizados nos dias 4 de novembro em São Paulo e em 28 do mesmo mês na edição do Rio de Janeiro. Em entrevista ao Gshow, os músicos explicaram: "A gente já estava pensando em fazer esses últimos shows há uns dois anos, três anos. Mas cada um estava em um momento de vida diferente, em corre louco. E ter a oportunidade de fazer o festival, de ter um parceiro com estrutura, foi o que realmente fez a gente decidir fazer esses últimos dois shows". Além disso, o quinteto aproveitou para lançar um último single, intitulado de "Último Clichê".

## Integrantes
- DH Silveira: voz principal (2007—2016)
- Dan Valbusa: guitarra (2007—2016)
- Bruno Prado: baixo, vocal de apoio (2007—2016)
- Dave Casali: bateria, percussão, vocal de apoio (2007—2016)
- Pedro Dash: teclados, mixagem, sintetizador, vocal de apoio (2009—2016)

## Discografia

### Álbuns de estúdio
| Ano  | Álbum | Posições | Posições   | Vendas e Certificações  |
| Ano  | Álbum | BRA ABPD | BRA Top 40 | Vendas e Certificações  |
| ---- | --- | -------- | ---------- | ----------------------- |
| 2009 | Flashback! - Lançamento: 16 de junho de 2009 - Formatos: CD, download digital - Gravadora: Mercury Records        | 10       | 6          | - Vendas Totais: 30.000 |
| 2011 | Boombox Arcade - Lançamento: 22 de novembro de 2011 - Formatos: CD, download digital - Gravadora: Universal Music | —        | —          | - Vendas Totais: 10.000 |

### Extended Plays (EP's)
| Ano  | Detalhes do álbum                                                                                          |
| ---- | --- |
| 2008 | 80's EP - Lançamento: 2008 - Formatos: CD, download digital - Gravadora: Cine Music                        |
| 2013 | Verano - Lançamento: 22 de fevereiro de 2013 - Formato: download digital - Gravadora: Panic! Digital Music |

### Álbuns ao vivo
| Ano  | Álbum | Posições | Posições   | Vendas e Certificações  |
| Ano  | Álbum | BRA ABPD | BRA Top 40 | Vendas e Certificações  |
| ---- | --- | -------- | ---------- | ----------------------- |
| 2010 | As Cores - Lançamento: 14 de setembro de 2010 - Formatos: CD, download digital - Gravadora: Universal Music | 4        | 4          | - Vendas Totais: 35.000 |

### Singles
| Ano                                                                             | Canção                         | Melhores posições | Melhores posições | Melhores posições | Melhores posições | Álbum                |
| Ano                                                                             | Canção                         | BRA               | BRA Hit Parade    | BRA Bill.         | BRA Bill. Pop     | Álbum                |
| ------------------------------------------------------------------------------- | ------------------------------ | ----------------- | ----------------- | ----------------- | ----------------- | -------------------- |
| 2009                                                                            | "Garota Radical"               | 12                | 4                 | 40                | 20                | Flashback            |
| 2009                                                                            | "Se Você Quiser"               | 10                | 10                | 55                | 26                | Flashback            |
| 2010                                                                            | "A Usurpadora"                 | 32                | 12                | 72                | 48                | Flashback            |
| 2010                                                                            | "As Cores"                     | 38                | 2                 | 24                | 8                 | As Cores             |
| 2011                                                                            | "#Emchoque"                    | 22                | —                 | —                 | —                 | Boombox Arcade       |
| 2012                                                                            | "Nunca Ninguém Morreu de Amor" | —                 | —                 | —                 | —                 | Boombox Arcade       |
| 2013                                                                            | "Praia e Sol"                  | —                 | —                 | —                 | —                 | Verano               |
| 2013                                                                            | "Quer Saber?"                  | —                 | —                 | —                 | —                 | Verano               |
| 2014                                                                            | "Se Eu Pudesse"                | 24                | —                 | —                 | —                 | Verano               |
| 2014                                                                            | "Deixa Chover"                 | —                 | —                 | —                 | —                 | Não incluso em álbum |
| "—" denota singles que não entraram nas paradas ou não foram lançados no local. |                                |                   |                   |                   |                   |                      |

### Outras aparições
| Ano  | Canção                         | Artista          | Álbum           |
| ---- | ------------------------------ | ---------------- | --------------- |
| 2010 | "Parecia Estar"                | Stevens          | Playlist Mix FM |
| 2012 | "Como Es Grande Mi Amor Por Tí | Christian Chávez | Esencial        |

### Trilhas sonoras
| Ano  | Canção           | Álbum        |
| ---- | ---------------- | ------------ |
| 2010 | "Garota Radical" | Bela, a Feia |
| 2011 | "Namora Comigo"  | Rebelde      |
| 2012 | "Mi Perdición"   | Peter Punk   |

## Prêmios e nomeações
| Ano  | Prêmio                                | Categoria                | Indicação        | Resultado | Ref.   |
| ---- | ------------------------------------- | ------------------------ | ---------------- | --------- | ------ |
| 2008 | Best of Zona Punk                     | Banda Revelação do Ano   | Cine             | Venceu    |        |
| 2008 | Best of Zona Punk                     | Melhor Música            | "Se Você Quiser" | Venceu    |        |
| 2008 | Best of Zona Punk                     | Melhor Show              | Cine             | Venceu    |        |
| 2008 | Best of Zona Punk                     | Melhor Fotolog           | Cine             | Venceu    |        |
| 2008 | Best of Zona Punk                     | Banda Promessa para 2009 | Cine             | Venceu    |        |
| 2008 | Best of Zona Punk                     | Melhor Guitarrista       | Dan              | Venceu    |        |
| 2009 | Prêmio Multishow de Música Brasileira | Banda Revelação do Ano   | Cine             | Venceu    |        |
| 2009 | Video Music Brasil                    | Banda Revelação do Ano   | Cine             | Venceu    |        |
| 2009 | Prêmio Jovem Brasileiro 2009          | Banda Revelação do Ano   | Cine             | Venceu    |        |
| 2009 | Capricho Awards                       | Banda Revelação          | "Garota Radical" | Venceu    | [ 22 ] |
| 2009 | Capricho Awards                       | Hit do Ano               | "Garota Radical" | Venceu    | [ 22 ] |
| 2010 | Troféu Imprensa (Troféu Internet)     | Banda Revelação do Ano   | Cine             | Venceu    |        |
| 2010 | Video Music Brasil                    | Videoclipe do Ano        | "A Usurpadora"   | Indicado  |        |
| 2010 | Prêmio Multishow de Música Brasileira | Grupo Musical do Ano     | Cine             | Venceu    |        |
| 2010 | Prêmio Rock Show                      | Melhor DVD               | Cine             | Venceu    |        |